# Арыкское сельское поселение
Арыкское сельское поселение — муниципальное образование в составе Малмыжского района Кировской области России.
Центр — деревня Арык.

## История
Арыкское сельское поселение образовано 1 января 2006 года согласно Закону Кировской области от 07.12.2004 № 284-ЗО.

## Население
| 2010 | 2012 | 2013 | 2014 | 2015 | 2016 | 2017 |
| ---- | ---- | ---- | ---- | ---- | ---- | ---- |
| 872  | ↘834 | ↘798 | ↘756 | ↘738 | ↘710 | ↘694 |
| 2018 | 2019 | 2020 | 2021 |      |      |      |
| ↘664 | ↘618 | ↘588 | ↘501 |      |      |      |

## Состав сельского поселения
В состав сельского поселения входят 14 населённых пунктов
| №  | Населённый пункт | Тип населённого пункта          | Население |
| -- | ---------------- | ------------------------------- | --------- |
| 1  | Агельдино        | деревня                         | 10        |
| 2  | Азбаев Ключ      | деревня                         | 2         |
| 3  | Актюба           | деревня                         | 57        |
| 4  | Арык             | деревня, административный центр | 322       |
| 5  | Большой Сатнур   | деревня                         | 253       |
| 6  | Дубровка         | деревня                         | 3         |
| 7  | Кучерга          | деревня                         | 40        |
| 8  | Малый Сатнур     | деревня                         | 5         |
| 9  | Мелетские Горки  | деревня                         | 18        |
| 10 | Никольское       | деревня                         | 55        |
| 11 | Пижинерь         | деревня                         | 48        |
| 12 | Подосиново       | деревня                         | 16        |
| 13 | Тукай            | деревня                         | 14        |
| 14 | Шурги            | деревня                         | 29        |